# Ruszenice
Ruszenice – wieś w Polsce położona w województwie łódzkim, w powiecie opoczyńskim, w gminie Żarnów.
W skład sołectwa Ruszenice wchodzi także wieś Ruszenice-Kolonia.
| SIMC    | Nazwa     | Rodzaj    |
| ------- | --------- | --------- |
| 0558050 | Pod Lasem | część wsi |

W latach 1975–1998 miejscowość administracyjnie należała do województwa piotrkowskiego. W 1784 roku miejscowość administracyjnie należała do powiatu opoczyńskiego w województwie sandomierskim i była własnością stolnika Radzianowskiego. Prawdopodobnie chodzi o N. Radziątkowskiego, stolnika smoleńskiego.
Ruszenice są obecnie niewielką miejscowością położoną nieopodal rzeki Czarnej. Pierwotnie nosiła nazwę „Ruschinicze”. W tej wsi mieszka 101 osób, a w Ruszenicach-Kolonii 33 osoby. To wieś o bogatej historii, sięgającej średniowiecza. Dziesięcinę opłacano kanonii kurzelowskiej. Wieś należała do Jadwigi z Ruschinicz, a później też do rodzin Giżyckich, Drzewieckich, Russińskich vel Russieńskich. 
16 września 1655 roku pod Żarnowem – w czasach „potopu” – doszło do wielkiej, walnej bitwy ze Szwedami, w której wojska polskie dowodzone przez króla Jana Kazimierza poniosły druzgocącą klęskę. Armią szwedzką dowodził król Karol X Gustaw. Resztki wojsk polskich uciekały na zachód, gdzie pod Ruszenicami doszło do zbrojnego starcia. W rejonie tej wsi ostatecznie rozproszono polskie oddziały pospolitego ruszenia, a Żarnów i okoliczne wsie spalono. Mieszkańców wymordowano, a to, co po nich pozostało rozgrabiono. Jedna z hipotez głosi, iż nazwa wsi Ruszenice może pochodzić od nazwy wojsk pospolitego ruszenia, ale jej nigdy nie potwierdzono.
W XIX wieku nastąpił we wsi rozwój zakładów przemysłowych. Istniała tutaj fryszerka o dwóch ogniskach fryszerskich, produkująca wysoko gatunkowe żelazo. Ponadto znajdował się tu młyn wodny i eksploatowano piaskowiec. W 1827 roku mieszkały w Ruszenicach 292 osoby, a w 1880 roku 296 osób.
Wierni Kościoła rzymskokatolickiego należą do parafii św. Łukasza w Skórkowicach.